# Divizia A 1948-1949
La Divizia A 1948-1949 è stata la 32ª edizione del campionato di calcio rumeno, disputato tra il 21 agosto 1948 e il 13 luglio 1949 e si concluse con la vittoria finale dell'ICO Oradea, al suo primo titolo.
Capocannoniere del torneo fu Gheorghe Váczi (ICO Oradea), con 24 reti.

## Formula
L'istituzione dei playout nella stagione precedente fece diminuire il numero di squadre da 16 a 14. Fu disputato un girone di andata e ritorno per un totale di 26 partite e vennero previste 4 retrocessioni per far diminuire ulteriormente il numero dei club.
Diverse squadre cambiarono denominazione: il Libertatea Oradea diventò IC Oradea, l'AS Armata București cambiò nome in CSCA București, le due squadre universitarie diventarono CSU Timișoara (vecchio nome Poli Timișoara) e CSU Cluj (vecchio nome Universitatea Cluj), la Distribuția București diventò Petrolul București mentre la Metalochimic București Metalul București.

## Squadre partecipanti
| Club               | Città       | Stadio | Posizione 1947-1948                            |
| ------------------ | ----------- | ------ | ---------------------------------------------- |
| CSCA București     | Bucarest    |        | 14°                                            |
| CFR București      | Bucarest    |        | 3°                                             |
| CFR Timișoara      | Timișoara   |        | 2°                                             |
| CSU Timișoara      | Timișoara   |        | Divizia B                                      |
| Dinamo Bucarest    | Bucarest    |        | Neo-fondata al posto del Ciocanul București 7° |
| RATA Târgu-Mureș   | Târgu Mureș |        | 9°                                             |
| Gaz Metan Mediaș   | Mediaș      |        | 12°                                            |
| CFR Cluj           | Cluj Napoca |        | 8°                                             |
| ITA Arad           | Arad        |        | Campione di Romania                            |
| Jiul Petroșani     | Petroșani   |        | 10°                                            |
| Metalul București  | Bucarest    |        | Divizia B                                      |
| Petrolul București | Bucarest    |        | 5°                                             |
| ICO Oradea         | Oradea      |        | 6°                                             |
| CSU Cluj           | Cluj Napoca |        | 4°                                             |

## Classifica finale
|  | Pos. | Squadra             | Pt | G  | V  | N | P  | GF | GS | DR  |
|  | ---- | ------------------- | -- | -- | -- | - | -- | -- | -- | --- |
|  | 1.   | ICO Oradea          | 37 | 26 | 16 | 5 | 5  | 60 | 36 | +24 |
|  | 2.   | CFR București       | 32 | 26 | 14 | 4 | 8  | 61 | 33 | +28 |
|  | 3.   | Jiul Petroșani      | 30 | 26 | 11 | 8 | 7  | 44 | 40 | +4  |
|  | 4.   | RATA Târgu-Mureș    | 30 | 26 | 13 | 4 | 9  | 51 | 37 | +14 |
|  | 5.   | CFR Timișoara       | 30 | 26 | 12 | 6 | 8  | 47 | 30 | +17 |
|  | 6.   | CSCA București      | 29 | 26 | 10 | 9 | 7  | 58 | 53 | +5  |
|  | 7.   | Petrolul București  | 29 | 26 | 11 | 7 | 8  | 47 | 37 | +10 |
|  | 8.   | Dinamo București    | 28 | 26 | 11 | 6 | 9  | 55 | 50 | +5  |
|  | 9.   | UTA Arad            | 27 | 26 | 9  | 9 | 8  | 45 | 34 | +11 |
|  | 10.  | CSU Timișoara       | 25 | 26 | 11 | 3 | 12 | 47 | 45 | +2  |
|  | 11.  | CFR Cluj            | 23 | 26 | 9  | 5 | 12 | 39 | 67 | -28 |
|  | 12.  | Universitatea Cluj  | 19 | 26 | 7  | 5 | 14 | 31 | 49 | -18 |
|  | 13.  | Metalul București   | 14 | 26 | 5  | 4 | 17 | 50 | 80 | -30 |
|  | 14.  | CS Gaz Metan Mediaș | 11 | 26 | 3  | 5 | 18 | 27 | 70 | -43 |

Legenda:

      Campione di Romania
      Retrocessa in Divizia B
Note:

Due punti a vittoria, uno a pareggio, zero a sconfitta.

### Verdetti
- ICO Oradea Campione di Romania 1948-49.
- CFR Cluj, CSU Cluj, Metalul București e Gaz metan Mediaș retrocesse in Divizia B 1950.